# Tekst-tv
Tekst-TV (oprindeligt Teletext) er et system til at formidle tekst og simpel grafik sideløbende med det "normale" tv-signal. Hvis tv-seeren har et apparat der er indrettet til at modtage tekst-tv, kan vedkommende på et vilkårligt tidspunkt (uafhængigt af det almindelige tv-program) få vist eksempelvis nyheder eller vejrudsigten. Forskellige emner og informationer har hver deres sidenummer, normalt i intervallet fra 100 til 899, og ved at slå det rigtige sidenummer op vises, efter nogle sekunders ventetid, den ønskede information.
Tekst-TV blev udviklet af BBC i 1970'erne.

## Sådan virker tekst-tv
Der findes en række forskellige tekniske standarder for formidling og modtagelse af tekst-tv. I Europa og et antal tekst-tv-systemer i USA sendes indholdet som små "salver" af bits indenfor det lodrette synkroniseringssignal. På ældre tv-modtagere kan man undertiden se dette synkroniseringssignal som en vandret, sort stribe hen over billedet, typisk i en brøkdel af et sekund efter kanal-skift, eller hvis det lodrette billedhold ikke var indstillet korrekt: Hvis den modtagne tv-station sender tekst-tv, kan tekst-tv-signalet ses som en masse små flimrende hvide pletter i den sorte stribe.
Tilsammen "opremser" denne stadige strøm af bits dels sidernes numre, dels deres indhold: Hver side består af 24 tekstlinjer a 40 tegnpladser, som sammen med information om for- og baggrundsfarve og andre egenskaber fylder knap 2 kilobyte i alt. Når tv-modtagerens tekst-tv har fået at vide (typisk via fjernbetjeningen) hvilket sidenummer der ønskes vist, venter den på at der i tekst-tv-signalet viser sig en side med det pågældende sidenummer: Når det sker, indlæses sidens indhold i en ram-hukommelse, og et delkredsløb i dekoderen sørger for at generere et videosignal der viser indholdet i en for mennesker læselig form.
I nyere tv-apparater er der ofte en hukommelse, der kan huske adskillige tekst-tv-sider, så man ikke behøver at vente efter man har trykket nummeret på den side, man ønsker. Man får dermed straks den version af siden, der senest blev sendt fra tv-stationen.

## Muligheder med tekst-tv
Tekst-Tv fungerede som et slags tidlig internet, hvor man kan læse nyheder, vejrudsigt, se programoversigten for de forskellige tv-kanaler, tjekke tips og lotto resultater mv.  Ligesom adressen på en hjemmeside, kunne denne deles med andre, og eksempelvis en tv-kanal kunne annoncere at der løbende ville blive opdateret om et emne på en given tekst-tv side. Madprogrammer havde oftest også opskrifter linket til en bestemt side, så man bagefter kunne skrive den af derfra.
Da tekst TV godt kan have transparent baggrund, har mange tv-kanaler undertekster på en bestemt tekst-tv side, således de kan slås til og fra. 
VIsse stationer tilbød også dating-services, eller mulighed for at oprette annoncer. Dette foregik via fastnet-telefon hvor brugeren fik tildelt en bestemt side, og kunne dermed blive søgbar. En af disse lanceret af TV2 hed 'TV-Fonen' Der var også chat-funktion, hvor man skrev beskeder via sms, og ens telefonnummer så blev tilknyttet et bestemt brugernavn og konto. De fleste funktioner har i dag måtte vige pladsen til internettet, men tekst-tv er stadigt udbredt og har stadigt visse fordele.

### Public service
Danmarks Radio opererer stadig deres tekst-tv, og stadig med mange af borger service og informationer der har været der længe, nogle med særlig vigtighed for den del af befolkningen, der ikke er aktiv på det moderne internet. Under Covid-19 pandemien fra 2020, blev der derfor oprettet nye sider med informationer om sygdommen, og pr. oktober 2021 var der smittetryk, vaccinationsrater m.m. på side s650. Ligne vigtig side for de borgere, der måtte være ude af stand til at tilgå det moderne internet samt havde et handikap, såsom døve der ikke kan høre radio, har mulighed for at se trafikmeldinger for både offentlig- og biltrafik samt færge- og flyafgange på tekst-tv. Der er også en fast side for beredskabsmeddelelser, s150.
Det er også stadig muligt pr. 2021 at tilgå nyheder i stil med hvad Danmarks Radio bringer på deres internet side, tips og lotto resultater, det Kongelige Teaters program, lokal nyheder, seneste politiske meningsmålinger m.m.

## Tekst-tv i moderne tid
Efter at TV kanalerne og deres udbredelse blev digitaliseret i 2010'erne, og internettets hastige udbredelse i samme periode, blev tekst-tv et mindre og mindre indflydelsesrigt medie. Da opbygningen og brugen af tekst-tv minder meget om internettets indretning med hjemmesider og websites der modtages på computere og senere telefoner og sågar direkte på tv-apparaterne selv, har det været ganske naturligt for mange at erstatte den brug, befolkningen havde af tekst-tv med internettet. Dog er der stadig et argument i at der er folk som er vant til tekst-tv, der muligvis ikke er egnet til at skifte til at betjene internettet. Disse personer kan derfor drage stor nytte af at der stadig i vist omfang tilbydes en public service gennem tekst-tv. 
De fleste europæiske lande har bibeholdt tekst-tv som service gennem en ny tekst-tv standard for digitale medier, en undtagelse er dog Storbritannien, som på trods af at være hjemlandet for teknologien synes at være det eneste europæiske land der fuldt har afskaffet tekst-tv, der skete samtidig med at landet overgik til digitalt tv.

## Links
- Wikimedia Commons har flere filer relateret til Tekst-tv
- http://ttv.tv2.dk/ (Tjenesten blev lukket 27. april 2019 på grund af manglende efterspørgsel)
- https://www.dr.dk/cgi-bin/fttv1.exe/ og https://www.dr.dk/cgi-bin/fttx1.exe/ (Uofficiel tjeneste hos DR)